# Letojanni
Letojanni é uma comuna italiana da região da Sicília, província de Messina, com cerca de 2.476 habitantes. Estende-se por uma área de 6 km², tendo uma densidade populacional de 413 hab/km². Faz fronteira com Castelmola, Forza d'Agrò, Gallodoro, Mongiuffi Melia, Taormina.

## Demografia
| Variação demográfica do município entre 1861 e 2011                               |
|                                                                                   |
| Fonte: Istituto Nazionale di Statistica (ISTAT) - Elaboração gráfica da Wikipedia |